# Base Fossil Bluff

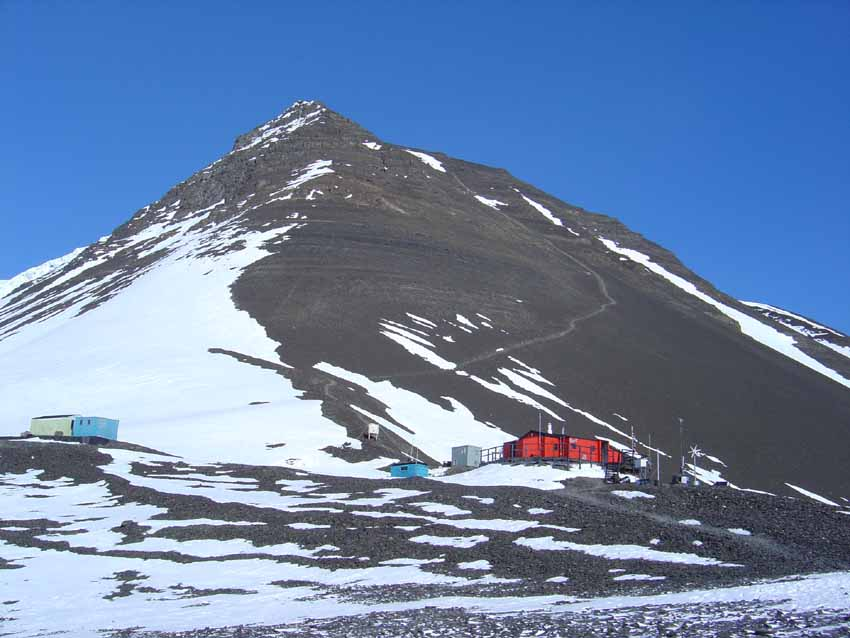
Instalaciones de Fossil Bluff en diciembre de 2003.

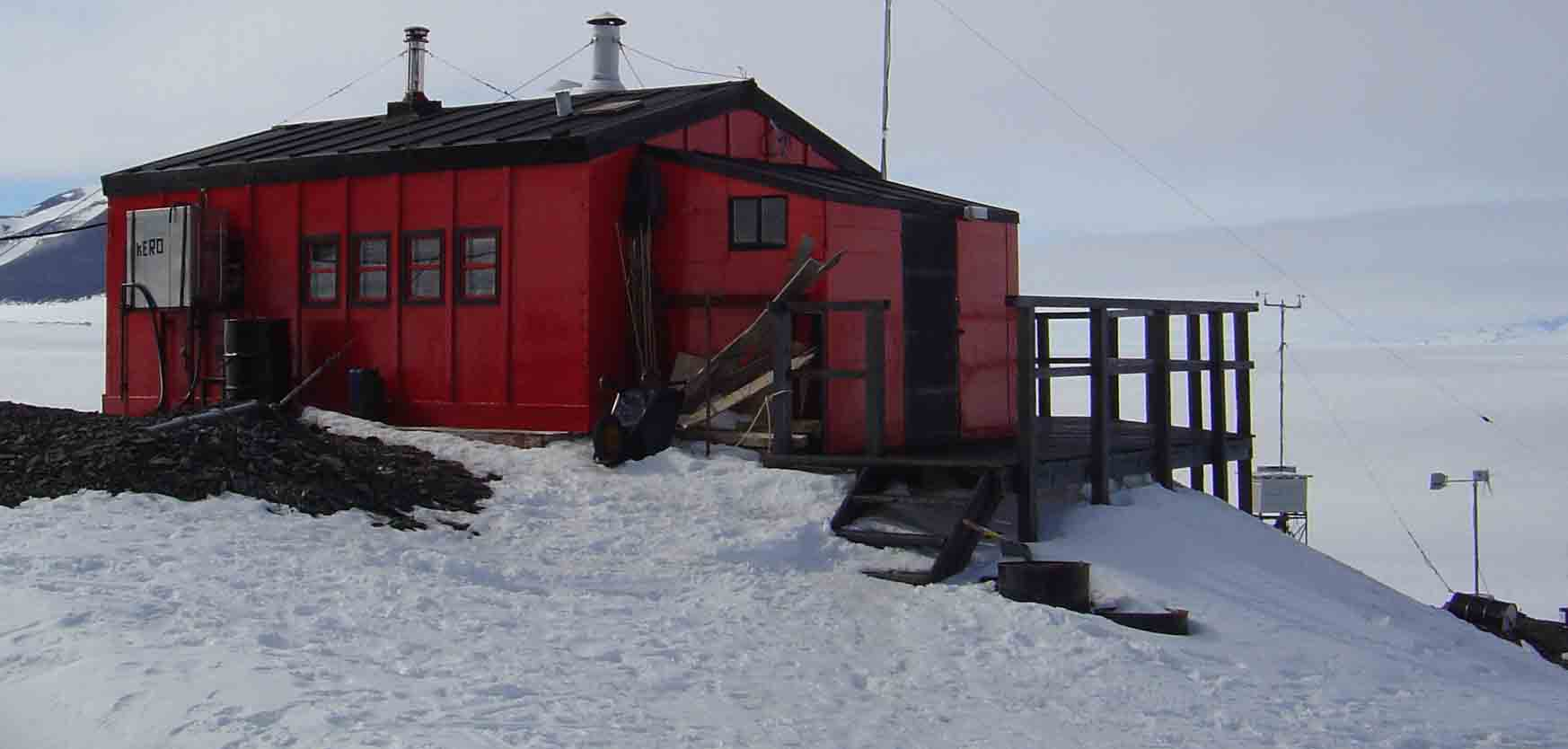
Cabaña de Fossil Bluff.

Fossil Bluff (en inglés: Fossil Bluff Logistics Facility) es una base estival de avanzada del British Antarctic Survey del Reino Unido ubicada al pie de un pedregal ubicado al este del pico Giza en la costa oriental de la isla Alejandro I en la Antártida. Es una instalación para reabastecimiento de combustible de los aviones Twin Otter de la Base Rothera, de la cual está a 90 minutos de vuelo. Opera de octubre a marzo como apoyo a las operaciones en el área del personal de Rothera, y como punto de escala con el Aeródromo Sky Blu, ubicado a 85 minutos de vuelo.
Comprende una cabaña con capacidad para cuatro personas, pero normalmente operada por dos o tres, un garaje, un depósito de alimentos, un viejo vagón que sirve como depósito de equipos para combatir incendios, un generador, y una estación meteorológica. En la barrera de hielo Jorge VI sobre el canal Jorge VI (o Sarmiento), a 1,3 km al sudeste de la base hay una pista de hielo sin preparar de 1200 m de largo, marcada con barriles.
La base ha sido intermitentemente ocupada desde el 20 de febrero de 1961 durante los inviernos de 1961, 1962, y de 1969 a 1975, luego de lo cual ha estado en uso cada verano desde 1975. Las primeras personas en que pasaron un invierno en la base, en 1961, fueron Cliff Pearce, el meteorólogo John Smith, y el geólogo Brian Taylor, quienes realizaron una sistemática investigación de la geología local.

El 10 de enero de 2005 fue instalada una estación meteorológica automática a 63 m s. n. m.